# Rosenheim
Rosenheim (pronunciación en alemán: /ˈʁoːzn̩ˌhaɪ̯m/ⓘ) es una localidad alemana en el estado de Baviera. Es la capital del distrito de Rosenheim (en alemán: Landeskreis Rosenheim). 
Rosenheim está dividida en 9 distritos: Innenstadt, West, Ost, Süd, Fürstätt, Westerndorf St. Peter, Happing, Aising y Pang.
Ubicada a medio camino entre Múnich y Salzburgo, constituye el centro de comunicaciones formado por el triángulo Múnich, Viena e Italia, tanto para ferrocarriles como para autopistas.
Rodeada por más de una docena de lagos y en proximidad de los Alpes, Rosenheim es una ciudad atractiva para los que practican deportes extremos.
Rosenheim cuenta con una escuela superior técnica de trabajo sobre madera, a la que asisten estudiantes de todo el país, así como de la Unión Europea (UE).
Rosenheim celebra su propia fiesta de la cerveza, llamada "Rosenheimer Herbstfest", la cual comienza todos los años en el último sábado de agosto y dura 16 días.
Se compone principalmente de dos gigantescos pabellones, uno llamado "Die Auer-Bräu-Festhalle" y el otro, que es más popular, llamado "Das Flötzinger-Bräu-Festzelt". Ambos pabellones están patrocinados y llevan el nombre de dos fábricas de cerveza propias de Rosenheim. La celebración atrae cada año a miles de turistas de todas partes de Alemania y de los países vecinos, especialmente de Austria e Italia.
Además, existe una serie de policías en la televisión alemana llamada "Die Rosenheimer Cops", rodada en Rosenheim y en sus alrededores donde se pueden ver habitualmente los paisajes y los iconos de la ciudad de Rosenheim.

## Personajes famosos
- Nicholas McCarthy
- Siegfried Fischbacher
- Hermann Göring
- Nadine Samonte
- Hans-Ulrich Rudel
- Bastian Schweinsteiger
- Martin Tomczyk
- Lars Bender
- Karl Wolff
- Sven Bender
- Paul Breitner

## Hermanamiento de ciudades
- Francia: Briançon desde 1974;
- Italia: Lazise, desde 1979;
- Japón: Ichikawa, desde 2008.

Rosenheim mantiene amistad con Kufstein (Austria).

## Galería de imágenes
En las siguientes imágenes se puede observar como el paso de dos siglos no afectó significativamente a la imagen de Rosenheim.

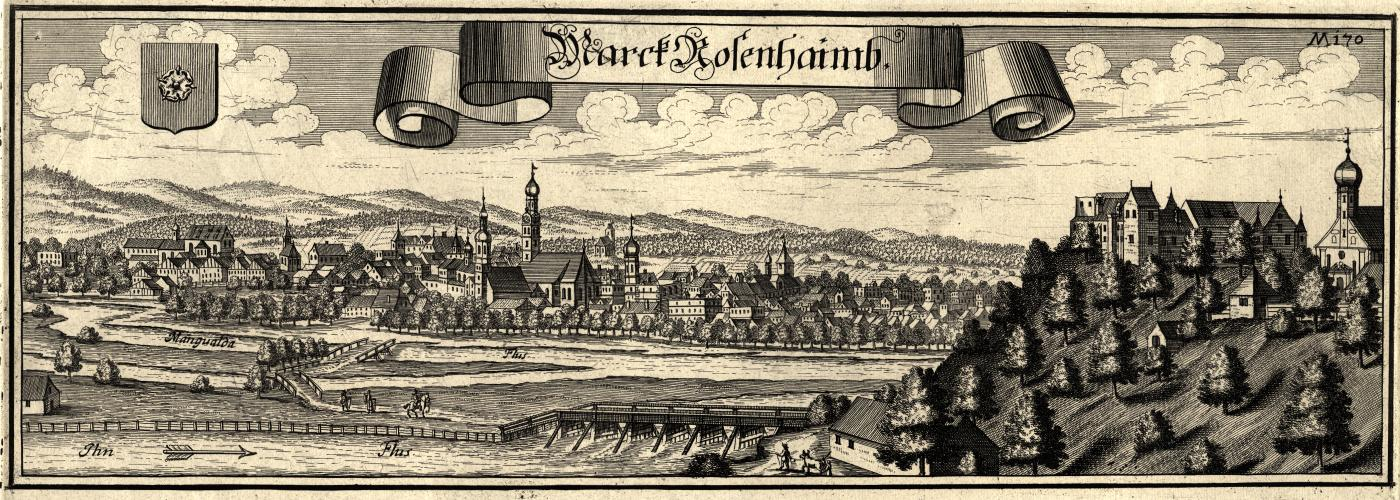
Vista de Rosenheim en 1701.

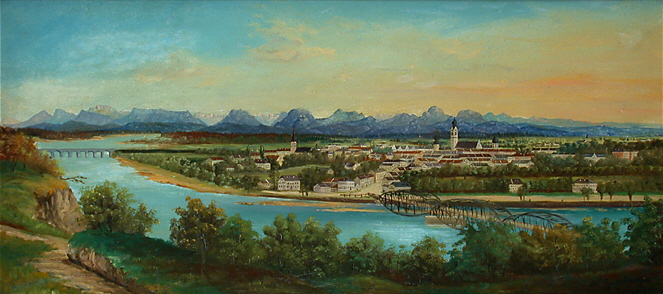
Vista de Rosenheim en el.